# Syrische Profiliga 2016/17
Die Syrische Profiliga 2016/17 war die 46. Spielzeit der höchsten syrischen Fußballliga seit ihrer Gründung im Jahr 1966. Die Saison begann am 23. Dezember 2016 und endete am 18. August 2017. Titelverteidiger war al-Dschaisch.

## Modus
Die Vereine spielten ein Doppelrundenturnier aus, womit sich insgesamt 30 Spiele pro Mannschaft ergaben. Dies stellte eine Veränderung zur Vorsaison dar, die zunächst in zwei Gruppen zu je zehn Mannschaften mit anschließender Finalrunde ausgetragen wurde. Es wurde nach der 3-Punkte-Regel gespielt (drei Punkte pro Sieg, ein Punkt pro Unentschieden). Die Tabelle wurde nach den folgenden Kriterien bestimmt:
1. Anzahl der erzielten Punkte
2. Anzahl der erzielten Punkte im direkten Vergleich
3. Tordifferenz im direkten Vergleich
4. Anzahl Tore im direkten Vergleich
5. Tordifferenz aus allen Spielen
6. Anzahl Tore in allen Spielen

Am Ende der Saison sollte sich die punktbeste Mannschaft für die erste Qualifikationsrunde der AFC Champions League 2018 qualifizieren. Da der Meister aber keine Lizenz für die Champions League erhielt, startete er zusammen mit dem Sieger des Pokal der Republik in der Gruppenphase des AFC Cup 2018.
Die vier Vereine mit den wenigsten Punkten stiegen in die zweitklassige 2. Syrische Liga ab.

## Teilnehmer
Infolge der Umstellung von einer zwei- zu einer eingleisigen Liga und der damit verbundenen Verkleinerung der ersten Liga von 20 auf nun 16 Vereine, gab es aus der 2. syrischen Liga 2015/16 keine Aufsteiger. Zu den vier Absteigern der Saison 2015/16 gehören neben Umayya, das sich schon vor der letzten Saison zurückzog, noch al-Nidal, der al-Jihad SC und der Baniyas Refinery SC. Al-Nidal und der al-Jihad SC mussten nach jeweils drei Jahren in der syrischen Profiliga wieder in die 2. Syrische Liga zurück. Für den Baniyas Refinery SC bedeutete der Abstieg das Ende seiner fünfjährigen Zugehörigkeit zum syrischen Fußball-Oberhaus.
Aufgrund des anhaltenden Bürgerkrieges im Land fanden alle Spiele entweder in der Hauptstadt Damaskus oder in der westlichen Hafenstadt Latakia statt.
| Verein             | Beheimatet in, Gouvernement |
| ------------------ | --------------------------- |
| al Shorta          | Damaskus, Damaskus          |
| al-Dschaisch       | Damaskus, Damaskus          |
| al-Futowa          | Deir ez-Zor, Deir ez-Zor    |
| al-Hurriyya        | Aleppo, Aleppo              |
| al-Ittihad         | Aleppo, Aleppo              |
| al-Jazeera Hasakah | al-Hasaka, al-Hasaka        |
| al-Karama          | Homs, Homs                  |
| al-Madschd         | Damaskus, Damaskus          |
| al-Muhafaza        | Damaskus, Damaskus          |
| al-Nawair SC       | Hama, Hama                  |
| al-Wahda           | Damaskus, Damaskus          |
| al-Wathba SC       | Homs, Homs                  |
| at-Tali'a          | Hama, Hama                  |
| Hutteen SC         | Latakia, Latakia            |
| Jableh SC          | Dschabla, Latakia           |
| Tischrin           | Latakia, Latakia            |

## Abschlusstabelle
| Pl. | Verein             | Sp. | S  | U  | N  | Tore    | Diff. | Punkte |
| --- | ------------------ | --- | -- | -- | -- | ------- | ----- | ------ |
| 1.  | al-Dschaisch (M)   | 30  | 18 | 11 | 1  | 039:160 | +23   | 65     |
| 2.  | Tischrin           | 30  | 18 | 10 | 2  | 045:220 | +23   | 64     |
| 3.  | al-Wahda (P)       | 30  | 15 | 11 | 4  | 051:260 | +25   | 56     |
| 4.  | al-Ittihad         | 30  | 12 | 13 | 5  | 042:280 | +14   | 49     |
| 5.  | Hutteen SC         | 30  | 11 | 10 | 9  | 032:360 | −4    | 43     |
| 6.  | al-Muhafaza        | 30  | 10 | 9  | 11 | 037:370 | ±0    | 39     |
| 7.  | al Shorta          | 30  | 10 | 9  | 11 | 033:340 | −1    | 39     |
| 8.  | al-Madschd         | 30  | 9  | 11 | 10 | 027:300 | −3    | 38     |
| 9.  | at-Tali'a          | 30  | 9  | 11 | 10 | 030:320 | −2    | 38     |
| 10. | al-Nawair SC       | 30  | 9  | 10 | 11 | 035:380 | −3    | 37     |
| 11. | al-Karama          | 30  | 7  | 13 | 10 | 023:250 | −2    | 34     |
| 12. | al-Wathba SC       | 30  | 7  | 12 | 11 | 024:320 | −8    | 33     |
| 13. | Jableh SC          | 30  | 6  | 13 | 11 | 021:280 | −7    | 31     |
| 14. | al-Futowa          | 30  | 7  | 9  | 14 | 028:380 | −10   | 30     |
| 15. | al-Jazeera Hasakah | 30  | 4  | 10 | 16 | 028:440 | −16   | 22     |
| 16. | al-Hurriyya        | 30  | 5  | 4  | 21 | 029:580 | −29   | 19     |

| Zum Saisonende 2016/17: |
| Syrischer Meister und Teilnahme an der Gruppenphase des AFC Cup 2018 Pokalsieger und Teilnahme an der Gruppenphase des AFC Cup 2018 Abstieg in die 2. Syrische Liga 2017/18 |

| Zum Saisonende 2015/16: |                                   |
| (M)                     | Amtierender Meister: al-Dschaisch |
| (P)                     | Amtierender Pokalsieger: al-Wahda |